# 丹後内侍

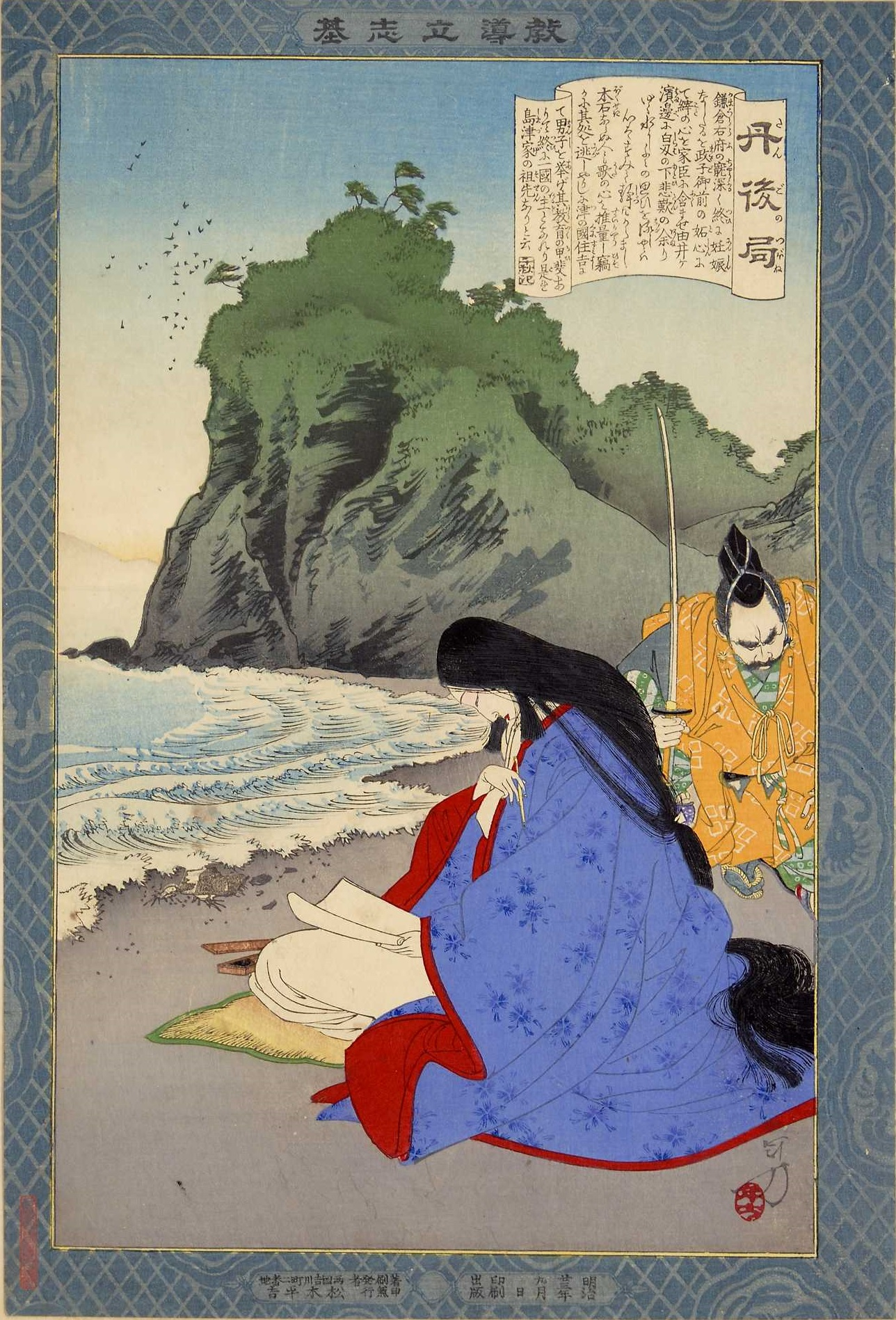
『教導立志基』「丹後局」（水野年方筆）。丹後内侍が北条政子に追われ、摂津国の住吉へ逃れて頼朝の子（島津忠久）を生んだという伝承を描く。

丹後内侍（たんごのないし、生没年未詳）は、平安時代末期、鎌倉時代初期の女性。比企掃部允と比企尼の長女。鎌倉幕府の御家人、安達盛長の妻。子に安達景盛、安達時長、島津忠久、源範頼室、他。

## 生涯

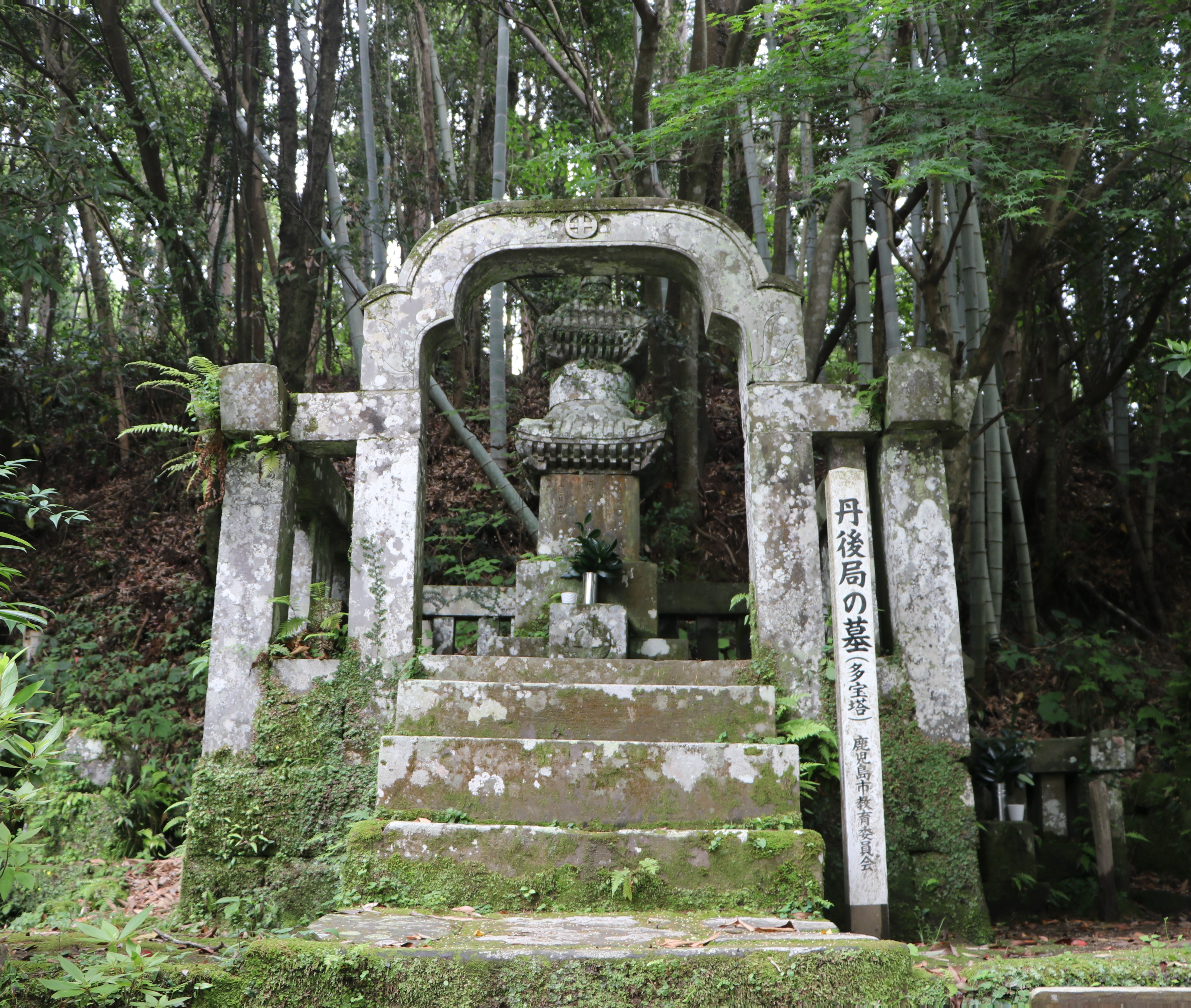
花尾神社（鹿児島市花尾町）にある丹後局の墓。

丹後内侍は、『吉見系図』によると京の二条院に女房として仕えており、「無双の歌人」であったという。島津忠久を住吉神社にて生んだのち、身を助けた惟宗広言と再婚。のち、離縁し関東へ下って安達盛長に嫁いだとしている。盛長は頼朝の流人時代からの側近であるが、妻の縁で頼朝に仕えたと見られる。ちなみに二条院には源頼政の娘二条院讃岐が女房として出仕していた。
『吾妻鏡』によると養和2年（1182年）3月9日、頼朝の妻、北条政子が嫡男・頼家を懐妊した際、着帯の儀式で給仕を務める。2人の妹（次女・三女）は頼家の乳母となっている。
文治2年（1186年）6月10日、丹後内侍が病になると、頼朝は供2人だけを伴い、盛長の屋敷を密かに訪れて見舞っている。頼朝は彼女のために願掛けをし、数日後に丹後内侍が回復するといくらか安堵したという。
このように頼朝に近しい女性であった事から、後年、子の景盛が頼朝の子であるとする風説が出たり（『保暦間記』）、のちの島津氏が、祖の島津忠久を彼女と頼朝の子であると主張するなど、彼女を母とした二つの頼朝落胤説が見られるが、『吾妻鏡』をはじめとする当時の史料には該当する記載はない。